# Mbepji
Mbipji  (ou Mbibji, Mbepji) est un village du Cameroun situé dans le département du Donga-Mantung et la Région du Nord-Ouest, à proximité de la frontière avec le Nigeria. Il fait partie de la commune de Nwa.

## Population
En 1970 Mbipji comptait 637 habitants, principalement Mfumte.
Lors du recensement de 2005, 911 habitants y ont été dénombrés.
C'est l'une des 16 localités où l'on parle le mfumte, une langue des Grassfields.